# Оссовський Петро Павлович
Петро Павлович Оссовський (нар. 18 травня 1925, Мала Виска (нині Кіровоградська область), УРСР, СРСР — 1 серпня 2015, Псков, Росія) — радянський та російський художник. Народний художник СРСР (1988).